# Comitato Olimpico Nazionale del Brunei
Il Comitato Olimpico Nazionale del Brunei (noto anche come Majlis Olimpik Kebangsaan Negara Brunei Darussalam in malese) è un'organizzazione sportiva bruneiano, nata nel 1984 a Bandar Seri Begawan, Brunei.
Rappresenta questa nazione presso il Comitato Olimpico Internazionale (CIO) dal 1984 ed ha lo scopo di curare l'organizzazione ed il potenziamento dello sport in Brunei e, in particolare, la preparazione degli atleti bruneiani, per consentire loro la partecipazione ai Giochi olimpici. L'associazione è, inoltre, membro del Consiglio Olimpico d'Asia.
L'attuale presidente dell'organizzazione è Haji Sufri Bolkiah, mentre la carica di segretario generale è occupata da Japar Bangkol.